# Córdoba CF
Córdoba Club de Fútbol este un club de fotbal din Córdoba, Spania, care evoluează în Segunda Division.